# Olwita
Olwita (lit. Alvitas) – wieś na Litwie w okręgu mariampolskim w rejonie Wyłkowyszki, siedziba starostwa Šeimenos. Liczy ok. 500 mieszkańców.
W pobliżu znajduje się przystanek kolejowy Olwita, położony na linii Kowno – Kibarty.

## Historia
W czasie Rzeczypospolitej Obojga Narodów (do 1795 roku) istniał rzymskokatolicki dekanat Olwita, który w 1784 roku skupiał 22 parafie, w tym Wiłkowyszki, Wisztyniec, Kalwarię, Wiżajny, Suwałki, Filipów, Bakałarzewo i Janówkę. W 2013 roku ukazała się o tym dekanacie książka źródłowa (opr. Tomasz Naruszewicz). Za Królestwa Polskiego siedziba gminy Olwita w powiecie wyłkowyskim w guberni suwalskiej.